# Patriottismo
(Albert Camus in Estate ad Algeri, 1939)

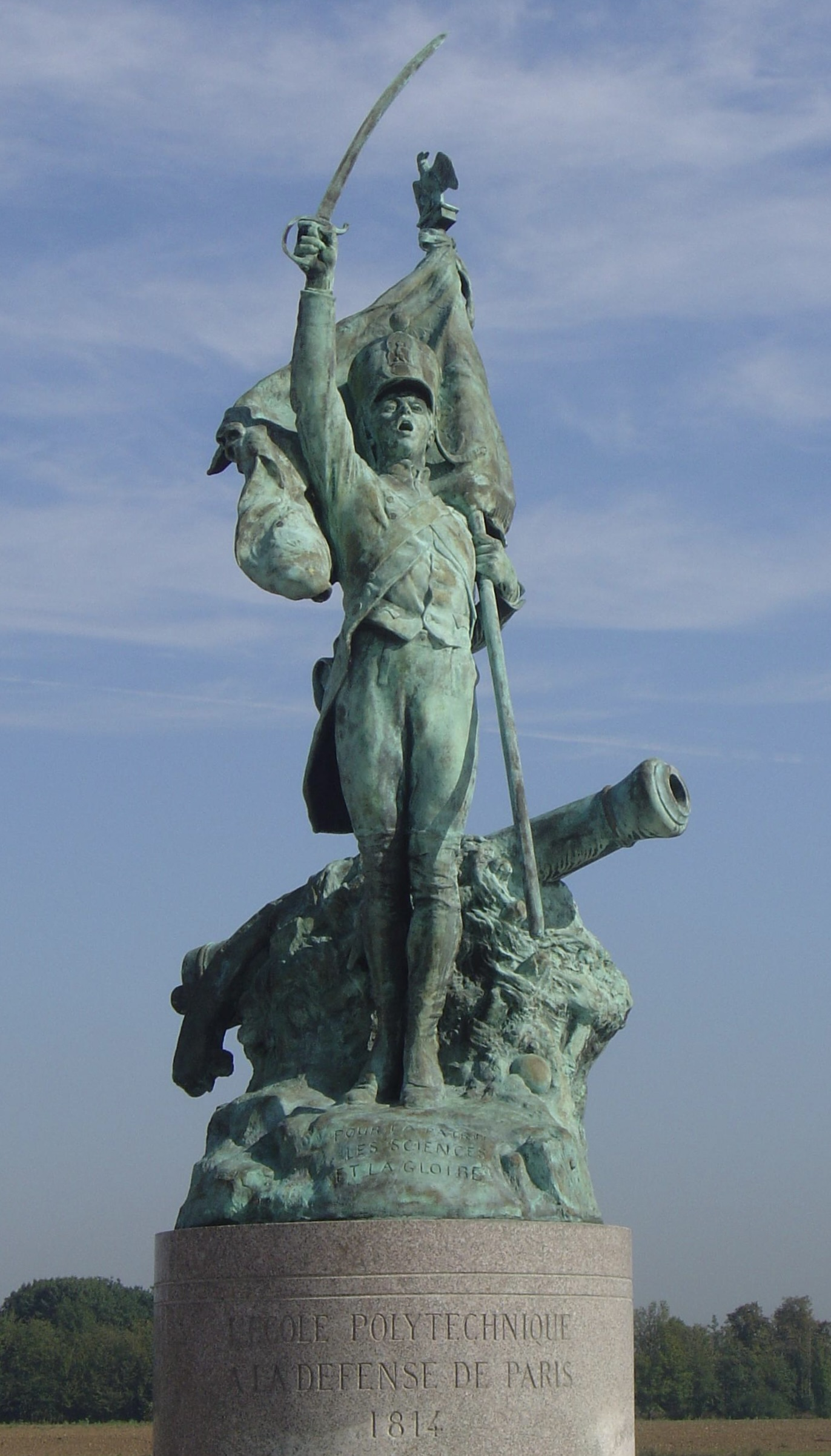
La difesa della terra natia è parte integrante del patriottismo: la statua nel cortile della École polytechnique di Parigi ricorda l'impegno degli studenti nel difendere la Francia contro l'invasione della Sesta Coalizione nel 1814.

Il patriottismo è l'impegno profuso in nome della patria, in genere uno Stato-nazione, ma anche una regione o una città. Si esprime ad esempio attraverso l'orgoglio per i progressi conseguiti o per la cultura sviluppata in patria ma anche col desiderio di conservarne il carattere e i costumi, l'identificazione con altri membri della nazione.
Il patriottismo ha anche una connotazione etica poiché implica che la madrepatria, comunque sia essa definita, sia uno standard o un valore morale in sé, come esprimono formule quali per la Patria, nel bene e nel male. Ai patrioti si richiede, inoltre, di anteporre gli interessi della patria anche ai propri e a quelli dello stesso gruppo di appartenenza il che, in tempo di guerra, può anche significare mettere a rischio o donare la propria vita. Anche per questo la morte non voluta in battaglia per la madrepatria è l'archetipo estremo del patriottismo.

## Tipologia

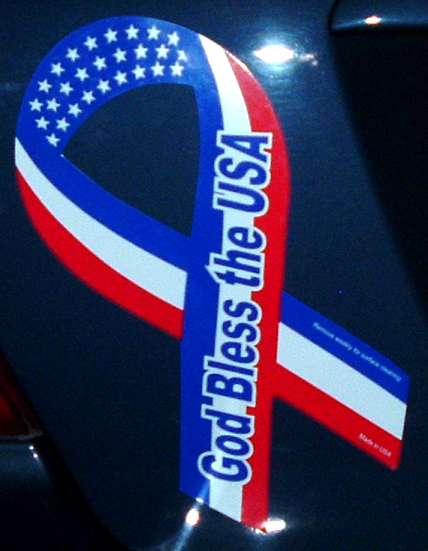
Gli adesivi sulle automobili sono diventati un metodo tradizionale per esprimere il proprio patriottismo durante le elezioni statunitensi del 2004.

Il patriottismo personale è emotivo e volontario. In questo caso l'individuo aderisce ad alcuni valori morali quali il rispetto per la bandiera. Sebbene questi valori siano normalmente condivisi dall'intera cittadinanza, essi sono il più delle volte anche imposti come obbligo nelle costituzioni o, più in generale, nella legislazione dei singoli paesi.
I governi incoraggiano forme e manifestazioni di patriottismo ufficiale che caricano di contenuti simbolici e cerimoniali, anche perché l'esistenza dello stesso Stato si legittima quale espressione del bene comune della comunità politica che la costituisce. Esempi tipici sono i monumenti nazionali, i giorni della memoria ed altre commemorazioni simili. Spesso, inoltre, le manifestazioni patriottiche ufficiali seguono protocolli molto rigidi che specificano come esporre le bandiere, le formule di giuramento, etc...
Il patriottismo è strettamente legato a gesti simbolici, come sventolare le bandiere, cantare l'inno nazionale, partecipare a marce, apporre uno stemma patriottico sui veicoli ed ogni altro modo di esprimere il proprio legame e supporto alla nazione. I simboli patriottici in tempo di guerra sono utilizzati per sollevare il morale ed invitare a contribuire allo sforzo bellico. In tempo di pace non può essere altrettanto facilmente sollecitato, ma il vero patriota non lo vede come un sentimento inferiore.
Il patriottismo moderno è nato dallo Stato-nazione del XIX secolo mentre la radice latina pater suggerisce un suo legame a qualche forma di genofilia e di condivisione degli avi.
Il livello di patriottismo varia nel tempo e da comunità a comunità. Tipicamente, però, è più intenso quando lo Stato è minacciato da un nemico esterno. Allo stesso modo alti livelli di patriottismo tendono, viceversa, a essere uniti alle cause principali di guerra. Per esempio, il patriottismo fu una delle cause principali dello scoppio della prima guerra mondiale.

## L'etica del patriottismo
Un patriota si distingue dalle altre persone perché si sente eticamente impegnato a rispettare un maggior numero di doveri.
Il patriottismo implica una preferenza verso una comunità civica o politica, limitazione a cui si oppongono gli universalisti e i cosmopoliti. Nell'Unione europea pensatori come Jürgen Habermas hanno teorizzato il concetto di patriottismo europeo sebbene tra i suoi abitanti esso sia generalmente rivolto allo Stato nazionale di appartenenza e spesso ispiri sentimenti di euroscetticismo.
Alcuni credenti pongono la religione sopra la stessa madrepatria, suscitando spesso sentimenti di ostilità tra i patrioti. Negli Stati Uniti d'America e nel Regno Unito nel '700 i cattolici erano, per questo, visti come poco leali preferendo il Papa alla nazione. Per questa ragione i Cavalieri di Colombo (chiamati da diversi papi "il braccio destro armato della chiesa") scelsero il valore del patriottismo come una delle loro quattro virtù principali.
Sebbene non più diffuso, i musulmani sono a volte visti come poco patriottici, perché molti sentono una forte affinità con la comunità islamica (ummah) e considerano il patriottismo nazionale come sbagliato. Altri esempi sono i Testimoni di Geova ed i Mennoniti, che rifiutano di assolvere alcuni impegni patriottici o di mostrare alcuni simboli.
Sostenitori del patriottismo in etica lo descrivono come una virtù. Nel suo influente articolo Is patriotism a virtue? (1984), il filosofo Alasdair MacIntyre commenta che è la concezione più contemporanea della moralità.

## In Italia

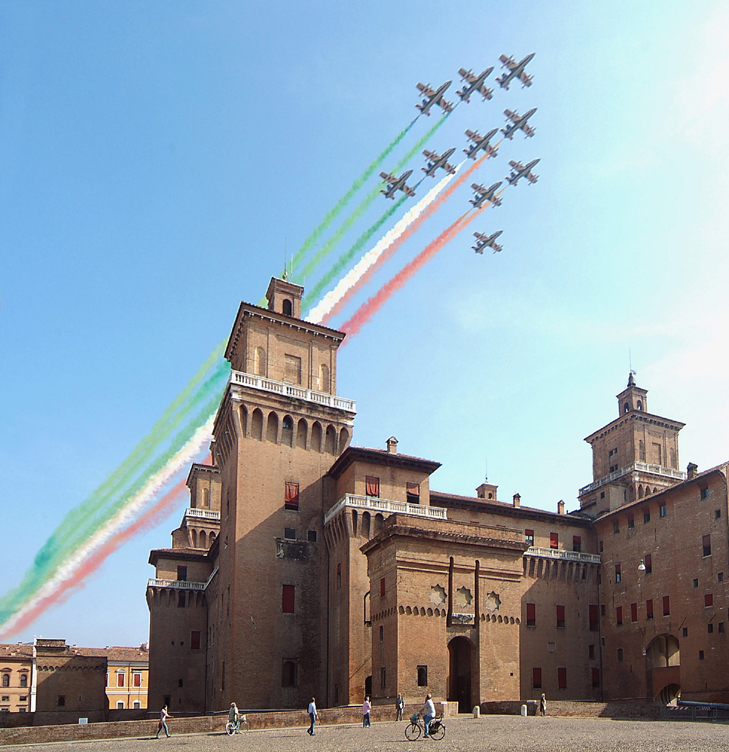
Le Frecce Tricolori sopra il Castello Estense a Ferrara.

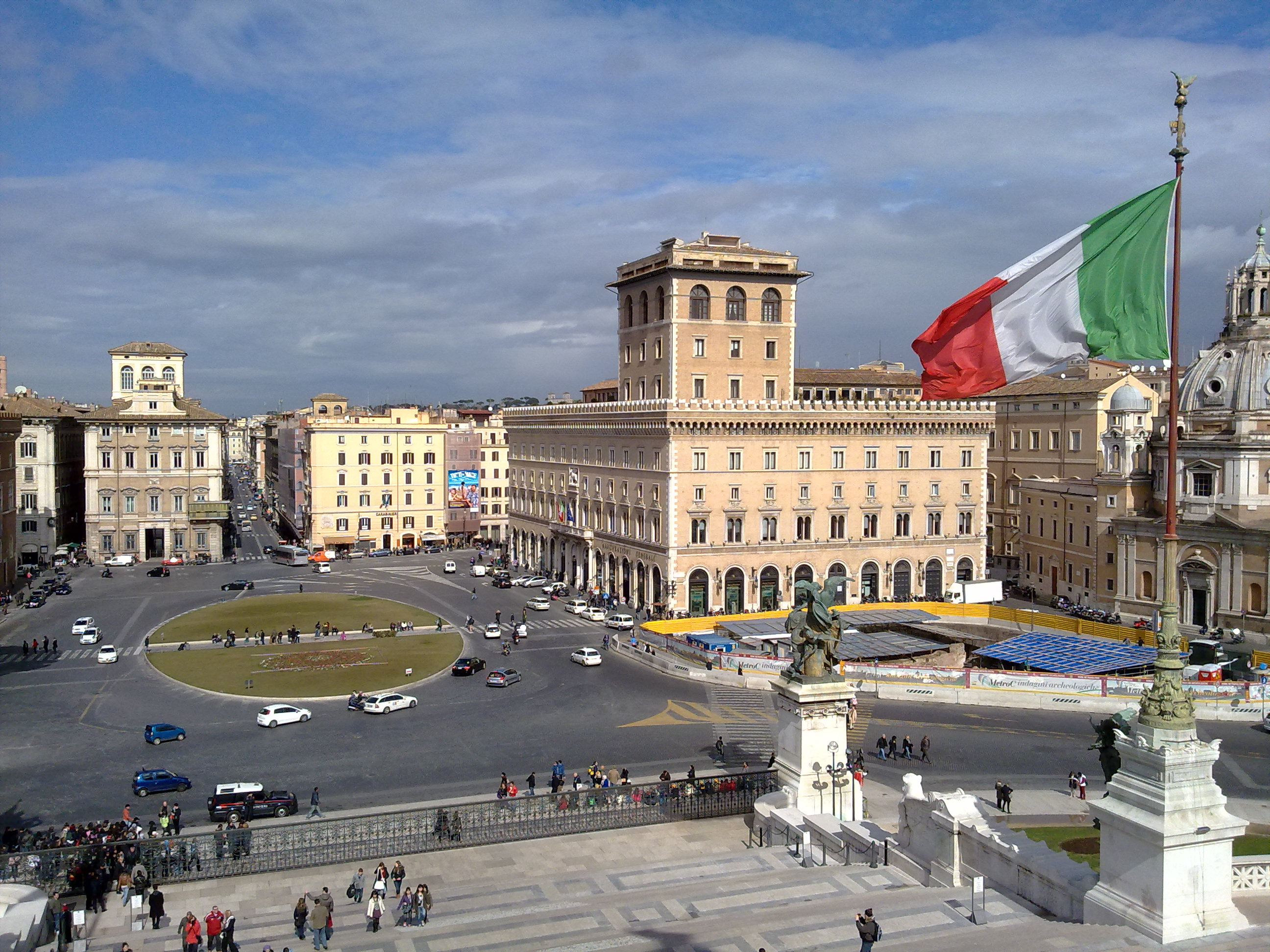
Il tricolore italiano in Piazza Venezia a Roma.

Il Risorgimento fu il periodo in cui il patriottismo italiano, fomentato dalla casa reale dei Savoia, vide portato a termine il processo di unità nazionale, anche se il patriottismo italiano come forza politica organizzata nacque però nel 1831 sotto la guida di Giuseppe Mazzini, politico repubblicano e democratico, e fu la principale delle forze trainanti del Risorgimento, che portò all'unificazione dell'Italia.

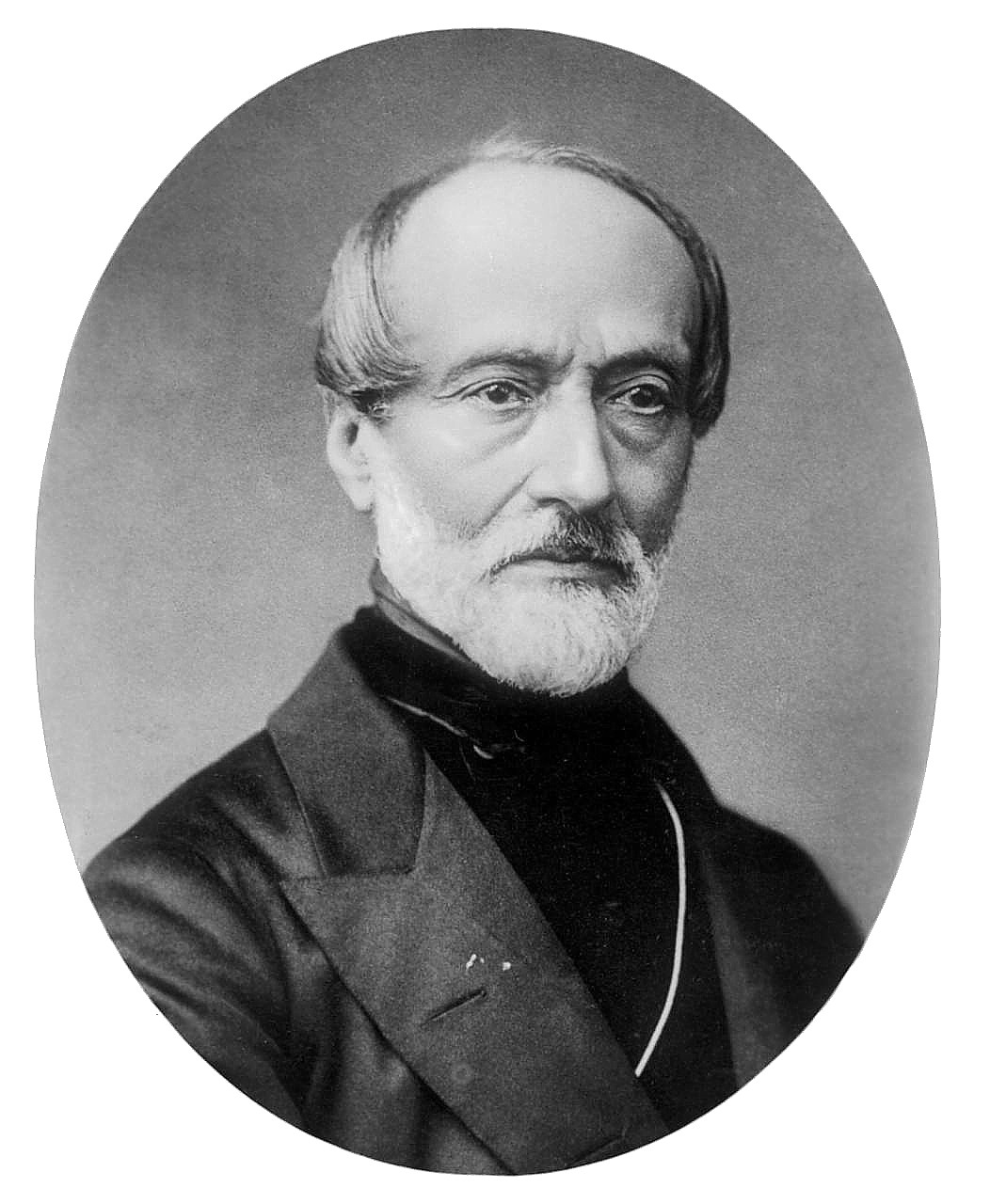
Il celebre ritratto di Giuseppe Mazzini.

Mazzini divenne un patriota nel 1820. Nella sua carriera politica ebbe come obiettivi la liberazione d'Italia dall'occupazione austriaca, dal controllo indiretto sempre da parte dell'Austria, dal dispotismo dei principi, dai privilegi aristocratici, e dalla divisione in numerosi stati che ostacolò l'Unità d'Italia a partire dal Medioevo. Mazzini fu affascinato dal mito di Roma che considerava il "tempio dell'Umanità" e ricercò l'Italia unita come "Terza Roma", sottolineando anche come i valori spirituali romani, che i nazionalisti italiani rivendicavano, sono stati conservati anche dalla Chiesa cattolica. Mazzini e i nazionalisti italiani in generale apprezzavano il concetto di Romanità (l'ideale romano) che sosteneva che la cultura romana ha fornito contributi preziosi non solo per gli italiani ma anche per la civiltà occidentale. Dal 1820, Mazzini sostenne la necessità di una rivoluzione per creare un ideale e utopica Repubblica con sede in Roma. Mazzini formò l'organizzazione rivoluzionaria e patriottica Giovine Italia nel 1832. La Giovine Italia, frantumata dopo i moti del decennio 1830, fu da Mazzini ricostituita nel 1839 a Londra con l'intenzione di ottenere l'appoggio di gruppi di lavoratori, e le fu affiancata un'organizzazione europeista, la Giovine Europa. Comunque, al momento, Mazzini era ostile al socialismo a causa della sua convinzione che tutte le classi dovevano essere unite per la causa della creazione di una Italia unita e non divisa le une contro l'altra.

Uno dei più illustri rappresentanti del patriottismo durante il Risorgimento fu l'eroe nazionale Giuseppe Garibaldi.
Il senso patriottico, spesso sconfinando nel nazionalismo tornò prepotentemente in auge negli anni immediatamente precedenti la prima guerra mondiale, con la ripresa del colonialismo e con le pretese irredentiste verso le terre considerate italiane ma effettivamente sotto il dominio dell'Impero austro-ungarico.

Sarà inoltre il fascismo ad estremizzare patriottismo e nazionalismo italiani per così governare l'Italia tramite parole chiave imperialiste e colonialiste.

Nuovo patriottismo, di opposta fazione politica, animerà i partigiani durante la Resistenza. I ribelli, spesso soprannominati appunto "patrioti", si opponevano idealmente all'invasore tedesco nazista, per liberare l'Italia e farla tornare ad essere un Paese sovrano, e ai suoi collaboratori fascisti.
Oggi sopravvive soprattutto a livello culturale, come sentimento di generico patriottismo diffuso non in modo uniforme, stimolato talvolta da eventi di cronaca, politica o sport.

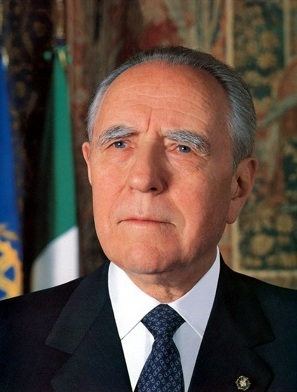
L'ex presidente della Repubblica Italiana Carlo Azeglio Ciampi, che sotto la sua presidenza promosse un risveglio del patriottismo negli italiani.

A livello politico il patriottismo è generalmente diffuso in modo inorganico in tutti i partiti dell'arco costituzionale, con una generale differenza però tra partiti politici di destra e partiti politici di sinistra: i primi si rifanno, specie per quanto riguarda i movimenti afferenti alla destra sociale, ad un patriottismo molto acceso nei toni e sconfinante nel nazionalismo, in senso euroscettico e sovranista, mentre i partiti della destra liberale si rifanno tendenzialmente ad un patriottismo generalmente più moderato ed inclusivo ed al nazionalismo liberale; il patriottismo presente nei partiti di sinistra è invece generalmente moderato nei toni e, oltre ad enfatizzare il patriottismo dei partigiani durante la Resistenza antifascista, viene visto in parallelo al progetto di integrazione europea, visto come unico modo dato ai paesi europei per affrontare il mondo globalizzato, al pari con le altre potenze mondiali.